# Dhubri
Dhubri (asamski ধুবুৰী) – miasto w północno-wschodnich Indiach, w stanie Asam ulokowane na brzegach rzek Brahmaputry oraz Gadadhar. Leży około 290 km na zachód od Guwahati stolicy stanu Asam, jest stolicą dystryktu o tej samej nazwie. Poprzednio, od 1879 roku, Dhubri było stolicą większego dystryktu Goalpara, który został w 1983 roku podzielony na cztery mniejsze. W 2001 r. miasto to zamieszkiwało 122 523 mieszkańców.

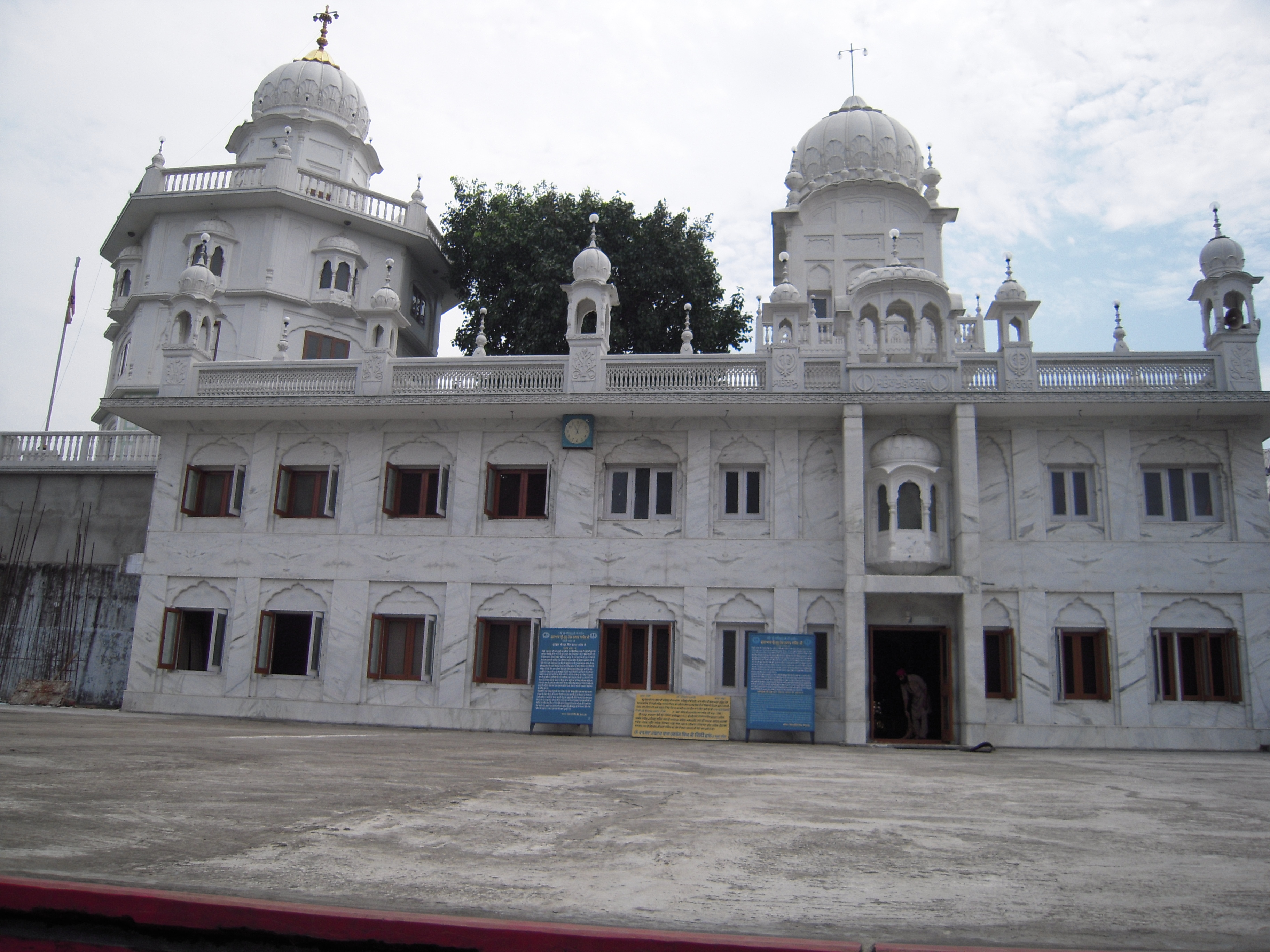
Gurdwara Sri Guru Tegh Bahadur Sahib

Dhubri jest znane jako ważne centrum handlu jutą. Zlokalizowany jest tam port rzeczny, który umożliwia szybki transport tego materiału.
W Dhubri znajduje się świątynia (Gurudwara) wyznawców sikhizmu, zbudowana na cześć jej twórcy Guru Nanak Dev oraz jego następcy Sri Guru Tegh Bahadur, która nosi nazwę Gurdwara Sri Guru Tegh Bahadur Sahib.